# Zindaba Nyirenda
Zindaba Nyirenda ("Zindie") là một công chúa Nkhosikazi của tổ tiên Shaka Zulu thế hệ thứ sáu, và là một tác giả từ Zambia.

## Đời sống
Nyirenda lớn lên ở Chililabombwe. Gia đình chuyển đến Lundazi và cô tốt nghiệp Đại học Zambia, nơi cô gặp người chồng tương lai của mình. Nyirenda đến Mỹ năm 1985, định cư tại Chicago, Illinois. Cô học tại Đại học Roosevelt. Nyirenda là tác giả của Ta-Lakata: The Tears of Africa, một cuốn tự truyện. Cha của cô, cháu trai của Hoàng thân Mphamba của Tumbuka, sở hữu một đội bóng đá và chết vì HIV/AIDS vào năm 1993 do hiến máu. Mẹ cô mất năm 2002. Cô có ba đứa con. Cô là chủ tịch và người sáng lập của Light Light trên đồi cho Châu Phi, một tổ chức giáo dục và nhân đạo phục vụ trẻ em Zambia.